# RNK Split
El Radnički Nogometni Klub Split (en español: Club de Fútbol de los Trabajadores de Split), conocido simplemente como RNK Split, es un club de fútbol croata de la ciudad de Split, fundado en 1912. El equipo disputa sus partidos como local en el Stadion Park mladeži y juega en la Druga HNL.

## Palmarés
- Druga HNL (3): 1996–97 (Sur), 1997–98 (Sur), 2009–10
- Treća HNL - Sur (1): 2008–09
- Četvrta HNL - Sur (1): 2007–08

## Participación en competiciones de la UEFA
| Temporada | Torneo             | Ronda            | Club               | Casa | Visita | Global |
| --------- | ------------------ | ---------------- | ------------------ | ---- | ------ | ------ |
| 2011–12   | UEFA Europa League | Clasificatoria 2 | Domžale            | 3–1  | 2–1    | 5–2    |
| 2011–12   | UEFA Europa League | Clasificatoria 3 | Fulham             | 0–0  | 0–2    | 0–2    |
| 2014–15   | UEFA Europa League | Clasificatoria 1 | Mika               | 2–0  | 1–1    | 3–1    |
| 2014–15   | UEFA Europa League | Clasificatoria 2 | Hapoel Be'er Sheva | 2–1  | 0–0    | 2–1    |
| 2014–15   | UEFA Europa League | Clasificatoria 3 | Chornomorets       | 2–0  | 0–0    | 2–0    |
| 2014–15   | UEFA Europa League | Play-Off         | Torino             | 0–0  | 0–1    | 0–1    |

## Entrenadores
- Franjo Glaser (1947)
- Nikola Gazdić
- Leo Lemešić (1933–1936)
- Luka Kaliterna (1940–1941, 1946–1947, 1954–1958, 1962, 1966–1967)
- Ivo Radovniković (1963–1964)
- Ozren Nedoklan (1965–1966)
- Tomislav Ivić (1967–1968)
- Stanko Poklepović (1969, 1971–1972)
- Jozo Matošić
- Frane Matošić
- Lenko Grčić (1972–1973)
- Ljubomir Kokeza
- Zlatko Papec
- Vladimir Beara (1980–1981)
- Mićun Jovanić (1991)
- Ivan Katalinić (2010–2011)
- Tonći Bašić (2011–2012)
- Zoran Vulić (2012–2013)
- Goran Sablić (interino) (mayo de 2013– junio de 2013)
- Stanko Mršić (junio de 2013–febrero de 2014)
- Ivan Matić (febrero de 2014–)